# これはゾンビですか?
『これはゾンビですか?』（KOREWA ZOMBIE DESUKA? / Is This a Zombie?）は、木村心一による日本のライトノベル作品。イラストは、こぶいちとむりりんの2人が担当している。略称は「これゾン」。富士見ファンタジア文庫（富士見書房→KADOKAWA）より2009年1月から2015年6月まで刊行された。第20回ファンタジア長編小説大賞佳作受賞作（受賞時のタイトルは「これはゾンビですか? はい、魔法少女です」）。2015年6月時点でシリーズ累計部数は370万部を突破している。
メディアミックスとして、2009年12月30日にマリン・エンタテインメントよりドラマCDが発売された。2010年からコミカライズもされた。2011年1月から3月までテレビアニメが放送され、同年6月には第2期シリーズ「これはゾンビですか?地獄変（仮題）」の制作が発表された。その後、OVAの発売を挟んで第2期『これはゾンビですか?オブ・ザ・デッド』が2012年4月から6月にかけて放映された。
主人公と個性的な美少女達によるバトルあり笑いありの作品。支離滅裂で奇想天外な内容が人気となっており、公式サイトなどではド変態ライトノベルと称している。

## あらすじ
高校生の相川歩は、ある日連続一家殺人事件の犯人に殺されてしまうが、その直前に出会ったネクロマンサーの少女・ユーの力によりゾンビとして蘇ったうえ、魔法の世界から来たというハルナからは魔装少女に任命される。さらにそこへ現れた吸血忍者のセラフィムも加わり、彼女たち3人と同居することになった。　

## 登場人物
担当声優は、テレビアニメ / マリン・エンタテインメント版ドラマCDの順で表記。声優名が1人だけのものはテレビアニメ版のみを示す。

### 主要キャラクター
相川 歩（あいかわ あゆむ）
声 - 間島淳司 / 寺島拓篤
本作の主人公。優男で、歳相応に妄想したりもするが、人の悲しみを察する事のできる常識人。人を悲しませまいと優しい嘘をつき、それで自分が損をしてもいとわない性格。身長172cm。
第1巻の開始より前に連続殺人鬼に殺されており、ネクロマンサー・ユーによって蘇生されたゾンビ。彼が殺されるに至った原因としてユーとの出会いがあり、その特性（後述）から責任を感じたユーが蘇生させたというもの。また、本編開始後は魔装少女として「メガロ」と呼ばれる怪物を退治する活動もしている。親は世界一週旅行を何度も繰り返しているらしく、ユーたちがくるまでは実質、一人暮らしだった。旅行についていったことがあるが、スケジュールがあまりにハードすぎて行かなくなった。作中では弟がいることが語られているが両親の旅行について行っているらしい。
ゾンビの特性として再生能力があるため、作中では身体が破損してもいとわない行動が多い。さらに己の筋肉を操作することもできるため、本来人間の限界とされる120%はおろか、筋力を通常の600%まで引き出すことが可能である。ただし、600%以上を引き出すと肉体が耐えられずに崩壊する。また、日光に弱いためにゾンビであることを隠して送っている学生生活では、席が窓際にあることからも授業中は常にだるい。魔装少女に変身すると日光にも平気となり、飛行も可能になる。さらに筋力も850%前後まで上げることが可能（テレビアニメ版では、変身状態で最大1000%まで上げることが可能。750%以上に上げると、それ以降は筋力上昇につれて衣装が可愛くなっていく）だが、800%以上のパワーを引き出すと肉体が反動に耐えられず崩壊する。また、魔装少女なので魔法が使用可能ではあるが、本人に魔法の才能がないためにけんちん汁を出す魔法と太陽光を召喚する魔法しか使えない。だが戦闘自体は大先生（アリエル）から「最強クラスの魔装少女になれる」といわれるほど。7巻ではネネとハルナから未完成とは言え、空間停止の技（サルベリア流暗殺格闘術）を教えてもらった。前述の通り才能はないが、いずれも強敵を倒す際に使用されている。なお魔装少女の衣装は下着も含めてハルナと共通のため、傍からはどう見ても変態である。
色恋沙汰に関してはかなり鈍感であるが、それと同時に「言葉の鎖（恋人であること）で縛られたくない」という考えから誰かと恋仲になるのを嫌がっているということを明かしている。その一方で、サラスやトモノリから熱烈なアピールを受けたり、平松の言葉に安心感を覚えるなど友好関係は徐々に進展している。また、自分はユーの所有物であるという告白もしている。特定の異性を愛してはいないが、｢今のこの日常｣を愛している。吸血忍者は我慢できるが冥界人（ユーやネネ）にはいやらしい事を考えてしまうらしい。嫉妬をするとアゴが突き出て、猪木のようになる。
11巻から12巻の中盤にかけてメレンゲによりメガロにされた織戸の願いによって女体化した。女体化時はアユミと名乗り、髪の毛は肩ほどまで伸び、胸もセラ以上に大きくなっている（サラスの目測ではHカップらしい）。
17巻でのリリア・リリスとの戦いで、ゾンビから人間の体に戻されてしまう。
ハルナ/相川 春奈（あいかわ はるな）
声 - 野水伊織 / 水原薫
本作のヒロインの一人。セミロングの栗毛やピンと立ったアホ毛が特徴の魔装少女(魔装少女に関しては下記の用語の項を参照)。年齢14歳、身長145cm、（アホ毛込みでは150cm）。性格はプライドが高く、人の好意を突っぱねてしまう、いわゆるツンデレ。また、思い込みが激しく人の話を聞かずに突っ走るトラブルメーカー。対人関係においては上下関係を重視しているというが、自分より目上を敬うことはなく、「対等」な存在を作ることを怖がっているフシがある。裸体を見られたりして羞恥心が表に出ると、豊富な語彙で怒鳴る。口癖は「しゃー無しだ!」。貧乳であることをよくネタにされるが、本人曰く低脂肪乳。料理の腕前は達人レベルだが、自分では卵焼きしか作らない。
魔装少女として異世界「ヴィリエ」から歩の住む世界へ現れるが、ユーに全魔力を奪われてしまい、魔力回復のために歩の家へ居候している。マテライズ魔法学校リフレイン年ライジング組出席番号634526379番の学生で、何でもすぐに理解して実行できてしまう天才（歩がサルベリア流暗殺格闘術を使えるような理論を作ったりしている）だったが、それゆえに学校をつまらなく感じており、不登校の落ちこぼれである。歩の住む世界へやってきたのも、授業に出なくても単位を取れるメガロ狩りで出席日数の不足を補うためであった。悪魔男爵いわく大先生以来の天才らしい。
魔装少女としてはチェーンソー型の魔装錬器「ミストルティン」を使ってメガロと戦う。アニメ版では「ミストルティンキック（キックではなくミストルティンで敵を斬る技で、しばしば敵につっこまれる）」という必殺技を使っている。だが魔力を奪われていて魔装少女に変身できないため、魔装少女として戦う場面は少ない。ユーが少しずつ魔力を返しているので結界だけは使えるので、戦闘時は歩のサポート役へ回る。実は純粋な魔装少女ではなく人間（京都人）と魔装少女のハーフである。女王への最終手段らしく、女王が歩にかけた呪いの効果を受けなかった。
天才ゆえにこれまで人の名前を覚えなかったが、ある理由からある人物（=歩）の名を初めて覚えたとのこと。歩に好意を抱いているが本人曰く「所有物」。ユーとはヴェリエと冥界の関係のせいか馬が合わないことが多いが、本当は友達になりたいと思っている。料理を教えているトモノリからは「師匠」と呼ばれ、友好関係を築いている。17巻の女王戦後に2年生となった歩のクラスに転校し、歩の父親との和解と吸血忍者の協力で戸籍も手に入れ名前も相川 春奈(あいかわ はるな)となり、18巻の本文でも17巻までの｢ハルナ｣から｢春奈｣に変わっている。
ミストルティン
ハルナの持つピンク色をしたチェーンソー型の魔装錬器。変身すると、ピンク色のフリルな少女服を着た姿になる。
アニメ版では意志を持っており、歩からは「ミストルティン先生」と呼ばれている。第2期1話ではメガロに囚われた平松を救う為にやむ無く変身した歩が、メガロ撃退後に目撃者全員の記憶消去を行おうとした際、今までの戦いで消耗した為か大破してしまい、一度はハルナとユーに修理されたものの、再び歩が変身しようとした際に完全に破損、その後ヴィリエにて完全に修復されて戻ってきた。
なお、ミストルティンが完全に修復される間、歩の変身姿は学校中の生徒に目撃されただけでなくネットにもアップされてしまい、歩は暫くの間苦悩する羽目になった。
ユークリウッド・ヘルサイズ（通称：ユー、ユウ）/相川 優（あいかわ ゆう）
声 - 月宮みどり / 田村ゆかり
本作のヒロインの一人。通称：ユー。長い輝く銀髪やプレートアーマーとガントレットが特徴の、人形のような青い瞳の少女。冥界から来たネクロマンサーであり、死んでしまった歩をゾンビとして蘇らせた張本人。後述の理由により、一見すると無口、無感情だが、その実とても優しい性格の持ち主（セラ曰く「世界で最も優しい人物」）。意思表示は筆談で行うため、歩はユーの言動を勝手に曲解したり妄想している（「ぶりっ子の妹キャラ」という場合が多い（通称「妄想ユー」））。胸はハルナ以上に小さい。ハルナからは「ネクラ（根暗）マンサー」と呼ばれている。「セブンスアビス」のチームメンバー。ケルベロスワンサード曰く「冥界の王もユーには土下座してしまう」と言われるほどの凄い人物で、冥界の王たちいわく「世界の中心」。夜のコンビニの前で1人座っていたところを歩と出会った。
心臓は膨大な魔力をはなっており、手には傷を治す力、血液には不老の力が宿っている。強力な魔力の持ち主であるため、ユーの感情の変化は周囲の人間の運命も大きく変えてしまう。また、発言にも強い力が込められているため、ユーの言葉を聞いた人間は無差別にその言葉の通りになってしまう。ただし能力の使用には能力分の頭痛がユー本人を襲う代償を伴う（たとえば誰かの傷を治した場合、治した傷の痛みを感じてしまう）。それらの重すぎる能力ゆえ、誰よりも命の大切さを知っており、「死ね」という言葉を軽々しく使うことを嫌う。ハルナから偶然とはいえ魔力を奪っているため魔装少女に変身でき、京子との戦いの時に変身している。魔力は強大であるものの、本人の身体能力はそれほどでもない。ハルナやセラと違い、普段から同じ服を着ており私服は持っていない様子。
普段は相川家の居間でお茶を飲みながらバラエティ番組を見て生活している（「楽しい」という感情を抑える訓練のため）。かなりの大食漢であり、好きな食べ物は鍋。ハルナに魔力を返しているが一緒にいる時間が短いためなかなか返せていない。逆に一緒にいる時間が長い歩は本来ハルナが持つべき魔力をもらっている。
他人から歩をどう思っているか聞かれると一貫して「下僕」扱いするがとても大切に思っており、錯乱状態になった際には歩へのストレートな愛を叫んだ。ハルナとは相性が良くないが、段々と姉妹のように仲良くなっており、大切に思っている。女王戦で魔力を失い、感情を取り戻し普通に会話できるようになる。歩の父親との和解と吸血忍者の協力で戸籍も手に入れ名前も相川 優（あいかわ ゆう）となり、18巻の本文でも17巻までの｢ユー｣から｢優｣に変わっている。
セラフィム（通称：セラ）/相川 静香（あいかわ しずか）
声 - 日笠陽子 / 伊藤静
本作のヒロインの一人。長いポニーテールが特徴の巨乳 美女。身長168cm。B91cmのFカップ。冷淡な性格の毒舌家で、歩のことを時折「クソ虫」と呼ぶ。口癖は｢気持ち悪い｣。コスプレが好きだが、誰かに見られるのは嫌いらしい。人間社会での名前は、静香（しずか）、姓は不明。里の仲間と楽団をやっていた事で、ヴァイオリンが得意。家事スキルが全般的に高く、相川家では歩と家事を分担し掃除、洗濯などを担当。刃で人を幸せにできるという理由から料理好きだが、ハルナと対照的に料理の腕前は絶望的に下手であり、作った料理は不味いを凌駕して（牛乳が瀬戸物になる、プリンの材料で石鹸を作るなど）常人には命に関わる危険な代物となる。しかし、歩かハルナの監視と指導の下でなら（かろうじて）食べられる物となる。本人は下手である自覚はなく、むしろ上手だと思っている。料理は、ただの少女のようになる数少ない機会でもある。常に凛とした態度を崩さないが、怖いものが苦手という一面もある。また絵心もなく、歩に小学生と思わせるほどの腕前。
死んだとされる一族の頭領を蘇らせようと目論む、吸血忍者の保守派に属する。100年以上続いている吸血忍者の跡継ぎ問題を解決するためユーの力を借りようと歩の家を訪ねるが、当のユーにその気がないため彼女がその気になるまで歩の家へ居候することとなる。その後、任務の変更に逆らったことで吸血忍者の里から追放されてしまうが、ニセメガロの大軍との戦いで共闘したことで反抗の罪は不問となり、頭領が生きていることがわかった後は吸血忍者として復帰し、ユーの世話とクリスを倒すことを新たに任務として与えられた。これにより、吸血忍者として継続して相川家に住み続けている。
吸血忍者独特の能力を持ち、忍術を使うことができる。武器は木の葉を刃にする能力で作られた刀（サイズ変更可）であり、その木の葉自体でもある。得意技は、目にも止まらない連撃の「燕返し」（自ら「秘剣燕返し」と呼称している）と、歩が名付けた龍牙雷神衝という電撃技（歩本人は恥ずかしいらしい）。歩と同様の理由から魔装少女の魔力を持っており、10巻ではハルナが開発した魔装錬器｢エクスカリバーマサムネ｣を用いて魔装少女になった。素早さはさらに上がり、魔装少女状態の歩でさえ目視できないほど。実力は高いが、上官であるサラスにはなにをしても勝てなかったらしい。
歩に対しては風当たりが厳しいが、要所ではきちんと名前で呼び、また、実際は歩にかなりの信頼も置いており、お互いの特性を生かしたコンビネーションを見せることもある。本人曰く「歩への好感度は最大」で、「任務達成のためなら歩のサポートに犬馬の労をいとわない」。最初こそ辛辣な態度が目立っていたが、少しずつ好意があるような素振りを見せ始めていく。記憶を失った際には歩を恋人と思いこんで甲斐甲斐しく世話を焼き、彼のいう言動や行動をとことん信じていた。記憶を取り戻す直前に｢もしもまたあなたを忘れてしまっても、私はまたあなたに恋をするでしょう」と告白している。サラスいわく「正直ではあるが素直じゃない」。また女体化状態のアユミへの接し方は温厚で、女としての生活で戸惑っているところを助言や手本を見せるなどして支えていた。歩の父親との和解と吸血忍者の協力で戸籍も手に入れ名前も相川 静香（あいかわ しずか）となるが、春奈、優と違い18巻の本文でもいままでと変わらずセラのままである。
メイル・シュトローム（通称：トモノリ）
声 - 金元寿子 / 能登麻美子
本作のヒロインの一人。2巻から登場。セミロングヘアを後ろで軽く束ねている、健康系アウトドア少女。「一人称はオレ」。身長152cm。B86cmのEカップ。
歩と同じ学校の生徒であり、クラスこそ違うが同学年に所属している。人間社会での名前は、吉田 友紀（よしだ ゆき）であるが、男っぽい性格から「友紀」を「トモノリ」と呼ばれている。ハルナからは友紀とトモノリが混ざった「ユキノリ」で呼ばれている。セラには劣るものの、歩いわく「隠れ巨乳」らしい。吸血忍者の女性にとって異性とのキスは婚儀の証であるため、偶然キスしてしまった歩に対し、以後は嫁として付きまとうようになる。料理の腕前は人並みであるが、仕上げに必要以上の香辛料やドレッシングをかけまくる悪癖があり、完成した料理は常人には食べられない代物となる。だがこの頃ではだんだん進歩していることが作中で描かれている。
セラの属する保守派と敵対している革新派の吸血忍者で、火の玉を操る力を持つ。過去に死にかけた際に「ヴィリエ」の兵器を組み込まれることで生き長らえており、彼女自身が魔装兵器（ヴィネグレット）である。トモノリ本人の意識が失われると魔装兵器としての力が作動し、意識が戻るまでは強力な炎と冷気と風を扱うヴィリエの女王と同等の最強クラスの魔法が半永久的に発動し続ける。なお、テレビアニメ版では母体（トモノリ）に異常（意識が戻りかけた際など）が発生した際、自動爆破装置が作動するようになっている。

### 創遊学園の生徒
織戸 闘莉王（おりと とぅーりお）
声 - 吉野裕行 / 高橋伸也
ツンツンの茶髪で眼鏡を掛けたクラスメイト。歩の保育園の頃からの幼馴染で三原とも幼少のころからの付き合い。サッカー好きな親から闘莉王という名前をつけられたと三原の口から語られている。
我欲に素直であり、ユーやハルナに着てもらうためにメイド服を用意するほどの行動力を持つ。アイドルの情報やインターネットの情報操作などもお手のもの。校内の全女子生徒の名前と顔を覚えているほど無類の女好きである。おちゃらけた性格で、歩には相当ウザがられており、他の女子生徒からの評判もすこぶる悪い。
幼馴染である歩にさえ下の名前を忘れられる不憫な人物。しかし織戸本人は（人間的な意味で）歩に惚れこんでいるとしており、歩が日本に残ったのは織戸がいたからともとれる発言もあり、両者共になんだかんだで信頼は厚い。
前述の通り欲望に素直な性格であるためピュアな心を探していたメレンゲに目をつけられメガロに変えられてしまう。
平松 妙子（ひらまつ たえこ）
声 - 山口理恵
本作のヒロインの一人。歩のクラスメイト。つながり自体は薄いが、歩の幼馴染でもある。
結んだ髪を胸の前に左右に垂らした、おさげ髪の心優しい美少女。人と目を合わせて話すことが苦手で、あまり積極的に話をするタイプではなく、セリフも三点リーダ（…）がかなり多い。ヒロインの中では唯一と言っていい一般人であり、色恋話に赤面したりネネの同人誌に涙するなど純真な心の持ち主である。おとなしめの性格ゆえに運動は苦手であるが、それ以外は勉強も料理も得意で学年トップの成績や百人一首の大会の優勝経験を持ち、記憶力には自信がある。また、パソコンを自作したり将棋やビリヤードも上級者である万能人間。映画も嗜むが、ホラー系が苦手で、特にゾンビが嫌い。
過去のある出来事をきっかけに優しい性格の歩に好意を抱いているが、時折見せる奇行を見て、変だと思うこともある。学校祭を契機に歩との距離を徐々に縮めており、歩にとってはユーと同等に安心できる人物になっている。女王戦後にヴィリエの存在が世界に公表されそれがいままで自分達が知らなかった歩達の住んでいた世界だと知り18巻のとある出来事でヴィリエの女王に奉られ、｢歩の住む世界｣で生きていくために引き受け女王となる。
三原 かなみ（みはら かなみ）
声 - 美名
トモノリのクラスメート（テレビアニメ版では歩のクラスメート）で女子バスケ部員。腰にまで届く茶髪のロングヘアに、そこそこ背が高く少し大人びた雰囲気を持った美少女。明るくハキハキとした、ムードメーカーでもある。ぬいぐるみなど、可愛いものが好きという一面を持っていて部屋一面に可愛いぬいぐるみが散乱している。歩とはなかなか馬が合わないが、人を気遣う一面には好感を持つほか、織戸が「ウザ気持ち悪い」という認識は一致している。真っ直ぐで真面目なサラスとはお互いに反発し合っていて仲が悪い。
さばさばした性格から交友関係が広いが、やや短気な一面もある。幼少期のあることがきっかけで、織戸に好意を抱いている。

### 魔装少女
京子（きょうこ）
声 - 下屋則子
ハルナと同級生のツインテールの魔装少女。会うたびに歩をからかったりしている小悪魔な性格。当初は魔装少女であることを隠し、普通の人間を装っていた。
大先生からは「優秀な生徒」として信頼されており、落ちこぼれのハルナをバカにしていた。夜の王の過去を知り、永遠に死ぬことができない彼を助けたいと思い、夜の王に仕えて彼へ人間の魂を捧げるために連続殺人を行い、膨大な魔力を得ていた。歩もその犠牲者の1人である。原作1巻の黒幕かつラスボス的存在。
夜の王からは吸血忍者のような能力も授かっており、魔装少女と吸血忍者両方の能力を併せ持つ。本来魔装少女は皆胸が小さく成長しないが夜の王から力を頂いたことにより体が変異し巨乳(ロリ巨乳)になった。
最初の激突以降小競り合いを重ね、第3巻で歩の通う学校でウィルスを撒く事件で激突するが、幾度も戦かったことによりハルナに行動パターンを読まれて敗北し、拘束される。
歩たちがクリスを撃退するための弱点を聞くため、京子の希望で合コン(学生パーティー)を開くが、彼女はそれを利用して逃亡を図る。それは刑が終わったときに自分を知っている人がいないことを恐れての行動だったが、歩やハルナたちから自分たちが待っていると言われたことやパーティーで色々な人達と接したことをきっかけに、自分が殺してきた人達にも未来があったと知り、罪の重さを感じ取って罰を受けることを約束した。が、第9巻にて再び登場し、女王の依頼により減刑のために歩を裏切り襲撃。女王の呪いを歩に掛けることに成功する。魔装錬器と魔力は封じられているものの第12巻で修学旅行に参加している。刑期を終えた後は相川家に住むこととなる。
アニメでは性格が変更され、感情の起伏の激しい狂気じみた殺人鬼となっている。また戦いのシーンを始め、幾つかのシーンでは口が裂け爬虫類のような目になったりと、所謂、変顔(作画崩れ)が目立つ描写が多い。アニメ第1期中盤で歩とハルナと戦った末に敗北し、大先生の元で拘束される。
アニメ第2期では、ラスボス的な存在となり、合コン中に抜け出して再び激突するもすぐ歩に「好きですよ」と告白した。
アリエル（通称：大先生）
声 - 清水愛
肩まで届きそうな髪をツインテールにした白衣姿の女性で、ハルナの魔法学校の担任。身長155cm。ハルナと同じくらいの若い容姿をしている。
のんびりとした口調が特徴でつかみどころの無い性格。武器は日本刀に似た魔装練器の2刀流であり、その強さはセラと歩が2人がかりでも歯が立たないほどである。兵器開発などの研究も得意であり、専門でない魔法爆弾も強力なものが作れる。魔装兵器の製作者としての知名度も高いが、実際の製作者は幼馴染の男性であり絶対女性主義のヴィリエでは、男性が作った生体宝珠や魔装兵器は見向きもされなかったが、アリエルが作ったことにしたことで日の目を見ることになる。アリエル本人にその技術はない。
かつて姉妹弟子を戦争で失ったことをきっかけに、無意味な戦争を繰り返すヴィリエの思想を憎んでいる。現女王を倒してヴィリエを改革するために強い人間の確保や魔装兵器の隠蔽を行うなど、着々と準備を進めている。そのために歩たちをコマとして利用し、トモノリの「ヴィネグレット」とリリアの「ふうりんかにゃん」をぶつけさせる。100年前にも仲間達を率いてクーデターを起こしたことがあるが、失敗に終わっている。
好物は豆腐。炭酸飲料を飲むと酔っ払ってキス魔になった後、眠ってしまう。
耳がいいうえに自分への悪口には敏感で、どんなに小さな声で喋っても聞き分ける。胸が小さいことを気にしているらしく、歩の計らいで貧乳呼ばわりした京子を仕置きした。
魔装少女に変身できるが、アニメでは変身してのバトルシーンがカットされているので見ることができない。
クリス
声 - 生天目仁美
縦ロールの髪を3本、左に纏めた髪型と、白いゴスロリ風の服が特徴の少女。身長148cm。
夜の王が倒れてから登場した新たな敵対者。
歩のクラスの担任の男性教諭、栗須猛（くりす たけし）（ 声 - 岸尾だいすけ）の正体。100年前は「最強の魔装少女」として大先生のクーデターに参加していたが、ヴィリエの女王に惨敗してしまい、個性と力を奪われた上でヴィリエを追い出されてしまった。以降、普段は年老いた無個性なおっさんの姿で過ごしていた。お酒で酔うことによって一時的に呪いを解いて本来の少女の姿へ戻ることができるが、これは最強クラスの魔装少女にしか出来ない芸当で歩は出来ないとネネに言われている。
普段は飲み屋や深夜の理科準備室で呑んだくれるなどの無害な生活をしているが、呪いを解き力を取り戻すことと、クーデターの際に唯一呪いを受けなかった大先生に対する復讐を目論んでいる。歩のいる街へやってきたのも、ユーの影響から集まってくる強いメガロや魔装少女を利用し、本来の力を取り戻そうと考えたため。文化祭の時にハルナと共同作成した魔力吸引器で本来の姿に戻ろとしていたが、ユーの魔力も吸うものであったため失敗し自棄酒をしている時に何度か歩と出会った。そしてトモノリの指輪を使うことで復活に成功する。
クリスからハルナの魔力を戻そうとする歩を圧倒的な実力と容赦のなさで解体し、さらにリハビリという理由でサラスを殺そうとするなど、今まで苦難してきた分を取り戻そうと望むままに傍若無人に振るまい、第7巻終盤にて歩と再度対峙、終始優位に戦闘を進めるものの、ネネの能力を宿したマフラーに触れてしまったことで指輪の効力が喪失、魔力の制御を失って本来の姿を保てなくなり、無個性なおじさんの姿へ戻されて歩との殴り合いの果てに敗北、歩の決死の説得により和解した。歩と女王との決戦後、ハルナの母親のメガロにキスされ呪いが解け、以降学園には少女の姿のまま教師を勤めている。
弱点はこちょこちょらしく、されるとある程度無力になるらしい。クリスのときは歩のことを「お兄ちゃん」アユミのことを「お姉ちゃん」と呼んでいる。
アニメ第1期の第12話に僅かに登場したが台詞は無く、台詞のあるキャラクターとして登場するのは第2期からである。夜中の学校の理科準備室で酒を飲んで元の姿でいるところで歩と出会い、以降幾度か歩の悩みを聞いては相談に乗っていた。当初、歩からは自分のストレスが生み出した幻覚だと思われて「妖精さん」と呼ばれていた。クリス自身は歩のことを気に入っているようで「いい飲み仲間になれるかもしれない」と思っていた。また元に戻った際の振る舞いや行いが、原作での描写に比べるとややマイルドなものになっている。
リリア・リリス（通称：リリア）
声 - 本多真梨子
ヴィリエの頂点に立つ女王。小柄な少女で、ドレス姿をしており、髪はブロンド、頭にティアラをつけている。口癖は「ごめんなさい」。
悪魔男爵曰く「臆病で謙虚」な性格。恥ずかしがりでおどおどした性格だが容赦はなく、自らの障害になると判断すれば迷わず排除にかかる。本人いわくユーと同じ「死を呼ぶ者」らしく、｢申し訳ない｣という感情しか表情に出すことが出来ない。史上初めての魔装少女であり、魔装少女になる呪文には「女王のようになりたい」という自己暗示の意味がこめられているらしい。
15分の詠唱ののちアメリカ大陸を消し飛ばすほどの威力を持つ禁呪を使用でき、発動中は無防備になるが、後述の「ふうりんかにゃん」で防衛する。魔装少女に変身するとプレートアーマーとガントレットを装着し、翼が生える。戦闘スタイルはダブルを使用した蹴りが主体で、その威力は一撃放つごとに衝撃波が周囲に損害をもたらすほど。なぜか攻撃を放つ際に既存の銃の銘柄を叫ぶ。また、変身の呪文は「ノモブヨ、ヲシ、ハシタワ、ラカダ、グンミーチャ、デー、リブラ（ラブリーでチャーミングだからわたしは死を呼ぶもの）」であり、変身には二段階目があるなど、他の魔装少女とは一線を画する。
魔力を取り戻したクリスを倒そうとしていたが、そのクリスを歩が倒したことで彼に興味を持ち、歩やトモノリを調査するために現れた。その途中、年末のコミケ会場にて悪魔男爵を発見したことで吸血忍者部隊および歩と交戦、ふうりんかにゃんの圧倒的な性能により優位に立つも、ネネの介入を受けて一時撤退、その後スケートリンクで歩たちを発見し再度交戦、トモノリのヴィネグレットと激突中、事故で歩とキス（ファーストキス）をしてしまい逃走、一連の戦いで歩を危険と判断し、京子に減刑と引き換えに歩に呪いをかけさせた。しかし呪いの効果が「人間関係をリセットし続ける」であったため自身も歩のことを忘れてしまい、ハルナが開発した魔装錬器を見に相川家を訪問し、温泉、遊園地などを訪れ人間界を満喫、魔法爆弾の騒動後はいつの間にか姿を消した。
第17巻で人間界に戦争を仕掛けるも歩たちに敗北し、その隙にヴィリエでアリエルが仕掛け新政権を樹立、女王の座を退くこととなる。以降は女王に戻る気はなく、人間界の色々な場所を旅して回っている。
アニメ版では、第2期の最終回で僅かに台詞付きで登場しており、OPにも一瞬だけだが登場している。
ふうりんかにゃん
リリアの魔装兵器。見た目はライオンのぬいぐるみをしており、普段からリリアが抱いている。鳴き声は「ミャーン」で、リリアのみ意志疎通が出来る。
戦闘時には巨大化し、凄まじいパワーとスピードで攻撃する。防御結界やヴェリエの人間の行動を抑制するプログラムが組み込まれているため、ヴィリエの人間に対しては実質最強である。また、リリアによって進化させることが出来るため、新たに強敵が現れた場合、その情報をもとに強化される。
第10巻で実は高い所が苦手であることが判明した。
呪い
リリアの魔法の一つ。その効果は、呪いを受けた者は死ぬよりも辛い目に合うというもの。呪いの効果は受けた者によって異なる。
作中でリリアから呪いを受けた者は以下の三名。なお、特定の条件下であれば呪いの効果が薄まる場合もある。
クリス
呪いの効果は年老いた無個性のおっさんの姿になる。お酒に酔うことで一時的に元の姿に戻る。
頭領
呪いの効果は常に瀕死に陥る。ことあるごとに吐血する。
相川 歩
呪いの効果は人間関係をリセットする。分かりやすく言えば周囲の者から忘れられるというもの。ただリセットするのではなく、一定距離以上離れた瞬間に再びリセットされる。なお、呪いをかけた当のリリアでさえ歩のことを忘れた。
ハルナによる実験の結果、歩を中心に半径5m以内が記憶を留められる範囲内で、そこから外れて170秒経つと歩のことを忘れてしまうことが判明した。また、記憶は無くてもセラやトモノリ、リリアなど、歩が呪いを受ける前から彼に対し抱いていた感情は覚えていることがある。

### 吸血忍者
サラスバティ（通称：サラス）
声 - 合田彩
本作のヒロインの一人。ストレートのロングヘアとやや貧乳 を持つ美女。身長170cm。
保守派吸血忍者の指揮官的立場であり、セラの上官でもある。典型的な真面目ツンキャラで、何かと気苦労が絶えない。人間社会では歩と同じ学校の生徒の星川 輝羅々（ほしかわ きらら）と名乗っている。
セラへの届け物を渡した時が歩とのファーストコンタクト。夜の王への対策をめぐり歩たちとは敵対していたが、夜の王が倒されたことで態度を軟化。また、歩の尻の形をたまらなく好きになったことで、歩への好意を積極的にアピールするようになった。歩のことを「マイダーリン」と呼ぶが、「マイ」の部分は「ゴミ」「クソ」など歩を罵倒する言葉になることもある。また女体化のアユミの際には「マイハニー」と呼んでいた。後先を考えない愛し方により歩からは自分勝手と評されるが、指摘されたことを素直に反省し改めることができる。歩やネネの影響から、強さとは許すことだと思えるようになった。ネットアイドル界の上位ランカーでもあり、歌も上手い。プレゼントされた衣装は着るが、それでも変わらないキツイ性格が受け容れられている模様。
吸血忍者の間では「水の狂鬼」と呼ばれていた。その名のとおり水を操る戦闘スタイルをとり、水の剣や手裏剣を使用するその実力は、全てにおいてセラを上回る。
頭領（とうりょう）
声 - 大川透
白衣を着た無精髭の男。クリスとしての力を取り戻して姿を消した栗須に代わり、一時的に歩のクラスの担任となる。
100年前に死んだとされていた吸血忍者の頭領であり、大先生の幼馴染でもある。「ヴィリエ」では魔装兵器の作成者であると共に、ハルナが憧れている悪魔男爵その人でもある。また、クーデター失敗の際に女王から常に瀕死に陥る呪いを掛けられており、ことあるごとに吐血する。離れたところの影から影へ移動できる能力を持つ。
元勲老（げんくんろう）
立派なひげを蓄えた、ムキムキな肉体のご老人。見るからに威厳漂う雰囲気があるが、めちゃめちゃフランクな人。ちなみにセラフィム、サラスバティ、メイルシュトロームなど名前が外国系なのはこの人がオタクだかららしい。
セラに伝説の鬼（クリス）を倒す試練を与えた人物。
実は保守派と革新派、両方の黒幕であり吸血忍者達の派閥争いを画策していた張本人。歩たちの信頼を得ることで滅多に外へ出ない彩香を誘い出し襲撃を狙っていた。計画はほぼ成功し彩香の肉を食べたことで魔装少女への変身も可能となるが、騙されたことを悟った歩たちと交戦し敗北。元勲老が握っていた権力はサラスのものとなる。

### 冥界人・メガロ
夜の王（よるのおう）
声 - 遊佐浩二
ユーが初めてゾンビとして蘇らせた人物。京子を従えており、1巻～3巻の一連の事件の黒幕的存在に当たる。ニセメガロを作ったり、大先生の魔装兵器を狙ったりと独自の目的で動いている。その目的は「ユーに殺してもらうこと」。
人間社会では夜野と名乗り、ペットショップで働いている。ハルナが絶賛するほど料理が上手い。常に飄々とした態度で落ち着いた雰囲気を持つが、その内面は残虐で狡猾。生物の「死」こそが安楽と考え、「重傷を負って無理して生き続けるよりも、死なせた方がいい」と考えている。
ゾンビであるため、「不老不死」、「筋肉操作」、「自己再生」の能力を持つ。紫色の霧を発生させ、肉体やその一部を自在に瞬間移動させることもできる。戦闘においては霧を利用することで、射程やモーションなしでのピンポイント攻撃を可能とする。歩よりゾンビ歴が長いため、筋力限界も800%以上で使用する。クリスに勝ったことがあるらしい。
「セブンスアビス」のメンバーであるが、そのセブンスアビスのメンバーの一人が冥界の王に選ばれたことによってやさぐれてしまい死のうと思ったがゾンビの力によって死ぬことができなかったため、ユーを悲しませてけしかけるためにリーダー的な存在の人物を殺した。これによりセブンスアビスは解散している。
第3巻にてラスボスとして登場。歩を圧倒するが、仲間たちの援護と歩が用いた光を放つ魔法に怯み、瞬間的に全力を出した歩の連続攻撃により敗北。死闘の末に敗れ、ユーに謝罪の言葉をかけて彼女の言葉を聞いたことで消滅していった。最後の瞬間、ユーに「死んだらペンギン にしてくれ」と言い残した。17巻でペンギンのメガロになり会話もでき、霧の能力も持ってることが判明するもユーを救うために消滅する。
ケルベロス・ワンサード
声 - 安元洋貴
第1巻のみに登場。本来死ぬはずだった存在が現世に留まってしまった場合、それを連れ戻す役割を受けている。犬の頭を持った獣人のような外見どおり、武器は迅速な身のこなしから繰り出される犬歯である。当初は歩を殺して連れていこうとし、圧倒的なスピードで追い詰めるがユーに介入により矛を収める。ユーには尊敬以上の好意を持つ態度を窺わせていたが、京子の攻撃から歩を庇い、死亡する。
下村（しもむら）
声 - 瀧澤樹
トモノリのクラスメートで男子バスケ部員。長身でイギリス人のような綺麗な顔と青い目をした日本人であり、その日本人離れした外見から、下（アンダー）村（ソン）で「アンダーソン」と呼ばれる。端正な顔立ちと親切な気遣いから女性にとてもモテる。が、なぜか寝言は毒舌。
その正体はユーと同じ冥界人であり、人間として学生生活を楽しんでいた。魔装少女が言うメガロの階級で表すと、D級の強さである。また、冥界人の特殊能力として時間と距離を正確に把握することができる。
ミミズク
アンダーソンのミミズク。人の言葉を理解しているような言動を取る。ハルナと気が合うが、実はメガロであり、一定範囲の動きをスローにする能力を持つ。このことにハルナはショックを受けるが、騒動の末に友達になる。実はハルナの母親の魂から作られたメガロであり、クリスの呪いを解き、ハルナに遺言を残して消滅した。
ネグレリア・ネビロス（通称：ネネ）
声 - 小清水亜美
江東区のひまわり荘に住む「最強の冥界人」で、「セブンスアビス」のメンバー。ユーに「喜び」の感情を取り戻させるために同人誌を描いている。
セラ以上の豊満な胸の持ち主。歩からは爆乳と呼ばれ、織戸からは核融合ボディと呼ばれている。どんなことでも許す寛容かつおおらかな性格 だが、リリアが禁呪を使いそうになった時には怒っていた。目を離すとすぐ眠ってしまう。歩からはハルナ、ユー、セラと同様に信頼されている。
「全ての魔力を打ち消す」特殊能力を持つ。その能力の応用でユーのガントレットや歩のマフラーにもその能力が備わっている。純粋な戦闘能力ではクリスなどと同等だが、クリスやリリアにも勝っていることから、最強クラスの実力の持ち主といえる。ただし、戦闘後は力をつかった分だけ眠ってしまうという弱点がある。
デューヴァイス
「セブンスアビス」のメンバーの一人で、冥界の（小国の）王。一人称は「オレっち」。ユーに「楽しさ」の感情を取り戻させるために、ケルベロス・ハーフと共にお笑いコンビ「キングダム」を組んでいるが、あまり面白くはない。かつてのセブンスアビスのメンバーの暴走を止めるため、ユーに説得を求めて相川家を訪れる。
ケルベロス・ハーフ
デューヴァイスとお笑いコンビを組んでいる犬型のメガロ。かつては「ケルベロス・ワンサード（3分の1、つまり3匹のうちの1匹）」だったのだが、上記のケルベロス・ワンサードが倒れたことにより「ハーフ（半分、つまり2匹のうちの1匹）」になってしまった。
メレンゲ・サルベリア
「セブンスアビス」のメンバーの一人。メガロ開発を行うと同時に、ラーメン屋「めれんげ」を営んでいる。ユーに「怒り」の感情と取り戻させようとしている。
緑の長髪を二本の三つ編みにまとめ、スポーツブラとスパッツを着用している。変化の能力者で、フランスパンを用いて戦う。「サルベリア流暗殺格闘術」の開祖にして、その流れを組む忍術の使い手であるが、常在型の能力であるため本人が意図せずとも術が発動する。優秀なメガロ「ガルム」を失ったことと、感情を取り戻しつつあるユークリウッド・ヘルサイズに怒ってもらうために、「ピュアな魂」を持つ人間を生きたままメガロの材料にしようとする。
12巻で再び歩と対峙。しかし、海苔によって錯乱したユーの「歩が大好き」という言葉で歩を自分のモノと頑なに語るようになってしまった。ユーを止めようとする歩に立ちふさがるが、こちょこちょによって無力化。最後はユーの「邪魔しないで」の言葉によって身を引いた。しかし本人は不満そうにしていた。まだ歩を自分のモノにしようとしているかは不明。
ドゥラーク
「セブンスアビス」のメンバーの一人。メレンゲと共同してメガロ開発をしている。ユーに「愛」の感情を取り戻させようとしている。
筋肉質でハーレーを乗りこなす軽快かつパンクな老人で引力を発生させる能力を持っており、それを利用してメガロ開発に必要な死者の魂を集める役割を果たしている。「セブンスアビスの中で最も鬱陶しい存在」であり、常にハイテンションで「愛」を振りまいている。メレンゲとの付き合いは深いが、目的不一致の場合は掣肘する。歩のことを「アイカーワ」と呼ぶ。

## 用語
ゾンビ
ユーのネクロマンシー能力によって蘇生された不死身の存在。ジョージ・A・ロメロ監督作品に代表されるゾンビとは違い、生前の自我を保ったままである上、身体が腐ることもない。また、原作では痛覚がなく自己再生（身体を分断されたり部位を欠損させられても、時間が経てばそれらが接合したり生えてくる）が可能なため、どんなに痛い目に遭っても不快感しか感じないが、テレビアニメ版では歩の「ゾンビだって痛いんだぞ」という発言や負傷した際に痛がる様子から、痛覚があることが窺える。
上記のような特徴を持つ反面、日光に弱いという弱点があるため、日中はなるべく日陰に居なければならない。
魔装少女（まそうしょうじょ）
魔力を持つヴィリエの女性が、魔装錬器を用いて変身した姿及びその職業の総称。変身すると身体能力、魔力などの戦闘能力が向上し、空も飛べるようになる。ヴィリエの魔力をもつものであれば男性でも変身できるが、本来なら男性が変身するものではない。魔装少女には寿命がないため死因は戦死が9割以上であり、ヴィリエの魔装少女に与えられる出席番号はそのすべてが永久欠番である。変身の呪文「ノモブヨ、ヲシ、ハシタワ、ドケダ、グンミーチャ、デーリブラ」は逆から読むと「ラブリーでチャーミングだけど私は死を呼ぶ者」となる。
ヴィリエ
異世界に存在する国。女王リリア・リリスが統治する絶対女性主義の国で、男性は魔法が使えず人口も2割しか居ない。兵器と魔装少女を用いて異世界を侵略し、領土を拡大している。約100年前に侵略戦争に異を唱えた者たちによるクーデターが発生したが鎮圧され、首謀者は女王から呪いを受けて追放された。歩と女王の決戦の後に地上界の人間たちに自分たちのことを伝え、認識されるようになっている。
吸血忍者（きゅうけつにんじゃ）
人間の生き血を吸うことで若さと強さを得てきた一族。ユーから生き血を与えられた人間が変化した存在であり、人間と同じ食事とは別に人間の生き血を定期的に摂取しないと死んでしまう。しかし、人間の生き血を摂取していれば歩並みの半不死身状態である。
ヴィリエと冥界の争いの場となっている現世の被害を最小限にとどめるため、魔装少女や妖怪（メガロ）と戦っている。様々な掟があり、掟と頭領の言葉を最も重んじる。
冥界
ヴィリエと同じく異世界にある国、または異世界そのもの。現世で死んだ者の魂が行くところでもある。ヴィリエから侵略を受けて戦争状態にあり、メガロによって魔装少女に対抗している。
メガロ
ヴィリエの侵略に対抗するために冥界陣営が作り上げた対魔装少女システム。死者の魂を集めて動物型の個体に入れたものがメガロシステム、通称メガロである。冥界や人間界に多く存在する。自身で魔力をセーブすることが出来ないため、魔力を抑えるために学ランを着ている。ぬいぐるみのような愛らしい目をしているが、性格はきわめて凶暴である。一方で知性はそれなりにあり、製造者の命令には従順に従う。
なお、メガロ作成の際に魔装少女の魂を入れたものがオリジナルメガロであり、入っていないニセメガロも存在する。
ニセメガロ
夜の王の手によって、動物の姿を模して生み出された擬似生命体。夜の王の手先として群れで行動し、ユーの身柄を狙う。本物のメガロとは別物であり通常のメガロ以上に凶暴である一方、知性に乏しく豚骨ラーメンの汁で溶けてしまうという弱点を持つ。
セブンスアビス
かつて存在した7人の冥界人のグループ。現在の歩を中心としたグループに似ているらしい。メンバーはユークリウッド・ヘルサイズ、ネグレリア・ネビロス、デューヴァイス、夜の王、メレンゲ・サルベリア、ドゥラーク、リーダーの男の7人で構成されていたが、死亡した夜の王がゾンビとして蘇った後リーダーの男を殺したため現在では解散している。しかし今なおセブンスアビスのメンバーは冥界で自由に暮らす権利を約束されている。

## コミカライズ
これはゾンビですか?
『月刊ドラゴンエイジ』2010年2月号から2013年12月号まで連載された。作画はさっち。
これはゾンビですか? はい、4コマ風味です。
『月刊ドラゴンエイジ』2010年7月号から2011年5月号まで連載された。作画はむうば。
これはゾンビですか? はい、アナタの嫁です
『月刊コンプエース』2010年12月号より連載開始。作画は長谷見亮。
これはゾンビですか? いいえ、ってかコレ誰!?
『4コマnanoエース』Vol.1からVol.10まで連載された（最終話は『月刊少年エース』2012年4月号に掲載）。作画は松林悟。
これはゾンビですか? はい、めっちゃ4コマです
『エイジプレミアム』Vol.2よりvol.20まで、『月刊ドラゴンエイジ』2011年12月号より2012年8月号まで、それぞれ連載された。作画は門瀬粗。
これはゾンビですか? え〜と、ぬるぬる89センチですぅ
『エイジプレミアム』vol.9よりvol.15まで連載された。作画はしんやそうきち。

## 制作背景
作者の木村によれば、第1巻から第3巻までの内容は高校時代に書き上げたものをベースにしている。ただし、第2巻の内容は当時の担当編集者に没にされたため、発刊の1か月前に書き直すこととなった。ファンタジア大賞応募時に魔法少女だったものが魔装少女となったのも、編集の意向である。また、作者はラジオで作品の見どころはイラストだと発言したことがある。

## 既刊一覧

### 小説
- 木村心一（著）・こぶいち / むりりん（イラスト）、富士見書房→KADOKAWA〈富士見ファンタジア文庫〉、全19巻
  - 『これはゾンビですか？1 はい、魔装少女です』、2009年1月25日初版発行（1月20日発売[23]）、ISBN 978-4-8291-3370-5
  - 『これはゾンビですか？2 そう、私は死を呼ぶもの』、2009年5月25日初版発行（5月20日発売[24]）、ISBN 978-4-8291-3405-4
  - 『これはゾンビですか？3 いえ、それは爆発します』、2009年9月25日初版発行（9月19日発売[25]）、ISBN 978-4-8291-3442-9
  - 『これはゾンビですか？4 うん、先生が最強だよ！』、2010年1月25日初版発行（1月20日発売[26]）、ISBN 978-4-8291-3481-8
  - 『これはゾンビですか？5 ああ、マイダーリンはロクデナシ』、2010年5月25日初版発行（5月20日発売[27]）、ISBN 978-4-8291-3524-2
  - 『これはゾンビですか？6 はい、どちらも嫁です』、2010年10月25日初版発行（10月20日発売[28]）、ISBN 978-4-8291-3574-7
  - 『これはゾンビですか？7 はーい、眠れるチチです』、2011年1月25日初版発行（2011年1月20日発売[29]）、ISBN 978-4-8291-3605-8
  - 『これはゾンビですか？8 はい、キスしてごめんなさい』、2011年6月25日初版発行（6月18日発売[30]）、ISBN 978-4-8291-3650-8
    - DVD付限定版：2011年6月15日初版発行（6月10日発売[31]）、ISBN 978-4-8291-3650-8

  - 『これはゾンビですか？9 はい、祝（呪）いに来ました♥』、2011年11月25日初版発行（11月19日発売[32]）、ISBN 978-4-8291-3701-7
  - 『これはゾンビですか？10 はい、ラブリーでチャーミングだけどあたしは』、2012年5月25日初版発行（5月19日発売[33]）、ISBN 978-4-8291-3650-8
    - DVD付限定版：2012年4月24日初版発行（同日発売[34]）、ISBN 978-4-8291-9766-0

  - 『これはゾンビですか？11 はい、メレンゲです』、2012年10月25日初版発行（10月20日発売[35]）、ISBN 978-4-8291-3811-3
  - 『これはゾンビですか？12 そう、私は愛を叫ぶ者』、2013年2月25日初版発行（2月20日発売[36]）、ISBN 978-4-8291-3858-8
  - 『これはゾンビですか？13 いいえ、全く記憶にございません』、2013年5月25日初版発行（5月18日発売[37]）、ISBN 978-4-8291-3887-8
  - 『これはゾンビですか？14 はい、どうせひきこもりだけど』、2013年10月25日初版発行（10月19日発売[38]）、ISBN 978-4-04-712916-0
  - 『これはゾンビですか？15 はい、どっちもあたしです』、2014年3月25日初版発行（3月20日発売[39]）、ISBN 978-4-04-070063-2
  - 『これはゾンビですか？16 まあ、さいきんはとくに』、2014年8月25日初版発行（8月20日発売[40]）、ISBN 978-4-04-070272-8
  - 『これはゾンビですか？17 はい、ボクは死にましぇん』、2014年11月25日初版発行（11月20日発売[41]）、ISBN 978-4-04-070273-5
  - 『これはゾンビですか？18 はい、一般ピーポーに戻ります』、2015年2月25日初版発行（2月20日発売[42]）、ISBN 978-4-04-070274-2
  - 『これはゾンビですか？19 はい、お前じゃねぇよ！』、2015年6月25日初版発行（6月20日発売[43]）、ISBN 978-4-04-070604-7

### 漫画
- 木村心一（原作）・こぶいち / むりりん（キャラクター原案）・さっち（作画） 『これはゾンビですか？』 富士見書房→KADOKAWA〈ドラゴンコミックスエイジ〉、全8巻
  1. 2010年8月5日発売[44]、ISBN 978-4-04-712679-4
  2. 2011年1月6日発売[45]、ISBN 978-4-04-712707-4
  3. 2011年7月7日発売[46]、ISBN 978-40-4-712735-7
  4. 2011年12月7日発売[47]、ISBN 978-4-04-712763-0
  5. 2012年5月7日発売[48]、ISBN 978-4-04-712796-8
  6. 2012年11月7日発売[49]、ISBN 978-4-04-712838-5
    - ブルーレイ付き限定版：2012年10月18日発売[50]、ISBN 978-4-04-712806-4

  7. 2013年5月9日発売[51]、ISBN 978-4-04-712870-5
  8. 2013年12月9日発売[52]、ISBN 978-4-04-712963-4
- 木村心一（原作）・こぶいち / むりりん（キャラクター原案）・長谷見亮（作画） 『これはゾンビですか？ はい、アナタの嫁です。』 角川書店〈角川コミックス・エース〉、全5巻
  1. 2011年3月10日初版発行（3月8日発売[53]）、ISBN 978-4-04-715661-6
  2. 2011年9月26日初版発行（9月21日発売[54]）、ISBN 978-4-04-715784-2
  3. 2012年4月26日初版発行（4月24日発売[55]）、ISBN 978-4-04-120204-3
  4. 2012年10月26日初版発行（10月24日発売[56]）、ISBN 978-4-04-120441-2
  5. 2013年5月25日初版発行（5月23日発売[57]）、ISBN 978-4-04-120696-6

### 関連書籍
- 『これはゾンビですか？ はい、メガ盛りマシマシです。』、2011年4月7日発売[58]、ISBN 978-4-04-712719-7
  - 様々な作者によるアンソロジーコミックで、前述の『はい、4コマ風味です。』も掲載されている。
- 『これはゾンビですか？ いいえ、ってかコレ誰!?』、2012年3月17日発売[59]、ISBN 978-4-04-120161-9
  - 本編とは何ら関連のないパロディギャグ。
- 『これはゾンビですか？ はい、テラ盛りおかわりです』、2012年6月6日発売[60]、ISBN 978-4-04-712807-1
  - 様々な作者によるアンソロジーコミックの第2弾で、前述の『はい、めっちゃ4コマです。』『え～と、ぬるぬる89センチですぅ』も掲載されている。ただし、連載作品の全話収録ではなく、一部は収録されていない。
- 『これはゾンビですか？ こぶいち むりりんアートワークス』2014年3月20日発売[61]、ISBN 978-4-04-712942-9

## ドラマCD
2009年12月30日に、マリン・エンタテインメントよりドラマCDが発売された。ジャケットは、こぶいち、むりりんによる描き下ろし。担当声優がテレビアニメ版とは異なっている。このほか、テレビアニメ版のドラマCDも発売されている。
各話リスト
- 第1話 - これはゾンビですか? はい、イチゴが好きです
- 第2話 - これはゾンビですか? はい、水着が眩しいです
- 第3話 - これはゾンビですか? はい、マグロ、撮影快調です
- 第4話 - これはゾンビですか? いえ、伝説上の生き物です（スタッフトーク）

スタッフ
- 原作・監修 - 木村心一
- イラスト - こぶいち、むりりん
- 脚本 - 博恵夏樹
- 音響監督 - 森下広人
- 音響効果 - 小山恭生
- 録音調整 - 鈴木裕幸
- 録音スタジオ - デルファイサウンド
- キャスティング協力 - 谷村誠
- 音響制作担当 - 中之薗郁恵
- 音響制作 - サウンド・ウィング
- 音楽 - 中島康寛
- エグゼグティプロデューサー - 大布尚弘
- プロデューサー - 西川路健太
- 協力 - ファンタジア文庫編集部

## テレビアニメ
2010年5月にアニメ化企画進行中であることが、同年8月にテレビアニメ化がそれぞれ発表され、第1期は2011年1月から3月まで独立UHF局やAT-Xなどで放送された。
第2期『これはゾンビですか? オブ・ザ・デッド』 は2011年6月に制作が発表された。2012年4月から6月まで独立局およびBS11で放送された。

### 演技・キャスティング
担当声優は、しゃべらないキャラクターであるユー役を除き、2010年9月にウェブラジオ『木村心一のOne Heart With You』において発表された。
ハルナ役の野水伊織は本作で初めてのメインヒロイン役を務めたことに驚いたとしつつも、ハルナが好きだったのでうれしかったとアニメイトタイムズとのインタビューの中で話している。演技にあたり、野水はボーイッシュなところと可愛らしいところの兼ね合いが難しいため試行錯誤しているとしつつも、その兼ね合いがハルナの魅力だと思っているとも話している。
一方、ユー役のみ本放送まで演者が伏せられ、妄想のユーの声を「妄想ユー」として毎回別の声優を起用した。ユー役の月宮みどりは第11話までセリフの芝居がなく「息とお茶を飲む音」のみで毎回アフレコに参加し、ラジオ・イベント・取材などでもユー同様に筆談で通した。
第2期でも「妄想ユー」の起用は継続されており、今作ではCパートでの「妄想ユー劇場」 で妄想ユー達とユー本人による掛け合いが展開される。

### スタッフ
|                              | 第1期                             | 第2期                             |
| ---------------------------- | --------------------------------- | --------------------------------- |
| 原作                         | 木村心一                          | 木村心一                          |
| 原作イラスト                 | こぶいち むりりん                 | こぶいち むりりん                 |
| 監督                         | 金﨑貴臣                          | 金﨑貴臣                          |
| シリーズ構成                 | 上江洲誠                          | 上江洲誠                          |
| キャラクターデザイン         | 田頭しのぶ                        | 田頭しのぶ                        |
| セットデザイン               | 青木智由紀                        | 青木智由紀                        |
| プロップデザイン             | 岩永悦宜                          | 岩永悦宜                          |
| 美術監督                     | 市倉敬                            | 市倉敬                            |
| 色彩設計                     | 北爪英子                          | 北爪英子                          |
| 撮影監督                     | 川口正幸                          | 下崎昭                            |
| 編集                         | 松村正宏                          | 松村正宏                          |
| 音響監督                     | 岩浪美和                          | 岩浪美和                          |
| 音楽                         | 柿島伸次                          | 柿島伸次                          |
| プロデューサー               | 蜂屋誠一 熊谷宜和 藤田敏 川島誠一 | 蜂屋誠一 熊谷宜和 藤田敏 川島誠一 |
| プロデューサー               | 沼田知己                          | 福田順 森井巧 篠崎文彦 豊住政弘   |
| アニメーションプロデューサー | 飯嶋浩次                          | 飯嶋浩次                          |
| アニメーション制作           | スタジオディーン                  | スタジオディーン                  |
| 製作                         | リフレイン年ライジング組          | マテライズ魔法学校                |

### 主題歌
| シーズン | 曲名                   | 歌         | 作詞  | 作曲  | 編曲  |
| -------- | ---------------------- | ---------- | ----- | ----- | ----- |
| 第1期    | 魔・カ・セ・テ Tonight | 野水いおり | manzo | manzo | manzo |
| 第2期    | *** パショナート       | 野水いおり | manzo | manzo | manzo |

| シーズン | 曲名                                     | 歌                  | 作詞     | 作曲  | 編曲  |
| -------- | ---------------------------------------- | ------------------- | -------- | ----- | ----- |
| 第1期    | 気づいてゾンビさま、私はクラスメイトです | 山口理恵 with manzo | 中野愛子 | manzo | manzo |
| 第2期    | 恋のビギナーなんです (T T)               | 山口理恵            | 山口理恵 | manzo | manzo |

| 曲名                         | 歌                                            | 作詞     | 作曲     | 編曲     |       |       |       |       |       |       |       |       |       |       |       |       |       |       |       |       |       |       |       |       |
| 第1期                        | 第1期                                         | 第1期    | 第1期    | 第1期    | 第1期 | 第1期 | 第1期 | 第1期 | 第1期 | 第1期 | 第1期 | 第1期 | 第1期 | 第1期 | 第1期 | 第1期 | 第1期 | 第1期 | 第1期 | 第1期 | 第1期 | 第1期 | 第1期 | 第1期 |
| ---------------------------- | --------------------------------------------- | -------- | -------- | -------- | ----- | ----- | ----- | ----- | ----- | ----- | ----- | ----- | ----- | ----- | ----- | ----- | ----- | ----- | ----- | ----- | ----- | ----- | ----- | ----- |
| キラキラダイアモンド         | サラスバティ（合田彩）                        | 中野愛子 | 水野大輔 | 水野大輔 |       |       |       |       |       |       |       |       |       |       |       |       |       |       |       |       |       |       |       |       |
| 吸血ヴィーナス               | セラフィム（日笠陽子）&サラスバティ（合田彩） | 中野愛子 | 水野大輔 | 水野大輔 |       |       |       |       |       |       |       |       |       |       |       |       |       |       |       |       |       |       |       |       |
| そりゃ魔装でしょ!Rock'n Roll | ハルナ（野水伊織）                            | manzo    | manzo    | manzo    |       |       |       |       |       |       |       |       |       |       |       |       |       |       |       |       |       |       |       |       |
| 素顔                         | ユークリウッド・ヘルサイズ（月宮みどり）      | 中野愛子 | 柿島伸次 | 柿島伸次 |       |       |       |       |       |       |       |       |       |       |       |       |       |       |       |       |       |       |       |       |
| 第2期                        |                                               |          |          |          |       |       |       |       |       |       |       |       |       |       |       |       |       |       |       |       |       |       |       |       |
| 越冬サントラ海峡             | 柿島伸次                                      | 柿島伸次 | 柿島伸次 | 柿島伸次 |       |       |       |       |       |       |       |       |       |       |       |       |       |       |       |       |       |       |       |       |
| みんなもいいな               | トモノリ（金元寿子）                          | 中野愛子 | 柿島伸次 | 柿島伸次 |       |       |       |       |       |       |       |       |       |       |       |       |       |       |       |       |       |       |       |       |
| またあしたね。               | 平松妙子（山口理恵）                          | 中野愛子 | 柿島伸次 | 柿島伸次 |       |       |       |       |       |       |       |       |       |       |       |       |       |       |       |       |       |       |       |       |
| 魔・カ・セ・テ Tonight       | 野水いおり                                    | manzo    | manzo    | manzo    |       |       |       |       |       |       |       |       |       |       |       |       |       |       |       |       |       |       |       |       |
| まちびとLOVESONG.            | サラスバティ（合田彩）                        | 中野愛子 | 柿島伸次 | 柿島伸次 |       |       |       |       |       |       |       |       |       |       |       |       |       |       |       |       |       |       |       |       |

### 各話リスト
| 話数                                          | サブタイトル                         | 脚本                         | 絵コンテ                     | 演出                         | 作画監督                          | 総作画監督                   | 初放送日                     |                              |                              |                              |                              |                              |                              |                              |                              |                              |                              |                              |                              |                              |                              |                              |                              |                              |
| 第1期『これはゾンビですか?』                  | 第1期『これはゾンビですか?』         | 第1期『これはゾンビですか?』 | 第1期『これはゾンビですか?』 | 第1期『これはゾンビですか?』 | 第1期『これはゾンビですか?』      | 第1期『これはゾンビですか?』 | 第1期『これはゾンビですか?』 | 第1期『これはゾンビですか?』 | 第1期『これはゾンビですか?』 | 第1期『これはゾンビですか?』 | 第1期『これはゾンビですか?』 | 第1期『これはゾンビですか?』 | 第1期『これはゾンビですか?』 | 第1期『これはゾンビですか?』 | 第1期『これはゾンビですか?』 | 第1期『これはゾンビですか?』 | 第1期『これはゾンビですか?』 | 第1期『これはゾンビですか?』 | 第1期『これはゾンビですか?』 | 第1期『これはゾンビですか?』 | 第1期『これはゾンビですか?』 | 第1期『これはゾンビですか?』 | 第1期『これはゾンビですか?』 | 第1期『これはゾンビですか?』 |
| --------------------------------------------- | ------------------------------------ | ---------------------------- | ---------------------------- | ---------------------------- | --------------------------------- | ---------------------------- | ---------------------------- | ---------------------------- | ---------------------------- | ---------------------------- | ---------------------------- | ---------------------------- | ---------------------------- | ---------------------------- | ---------------------------- | ---------------------------- | ---------------------------- | ---------------------------- | ---------------------------- | ---------------------------- | ---------------------------- | ---------------------------- | ---------------------------- | ---------------------------- |
| 1                                             | はい、魔装少女です                   | 上江洲誠                     | 金﨑貴臣                     | 吉田俊司                     | たとば丈                          | 八尋裕子                     | 2011年 1月11日               |                              |                              |                              |                              |                              |                              |                              |                              |                              |                              |                              |                              |                              |                              |                              |                              |                              |
| 2                                             | いえ、吸血忍者です                   | 上江洲誠                     | 金﨑貴臣                     | 嵯峨敏                       | 前澤弘美                          | 森本浩文                     | 1月18日                      |                              |                              |                              |                              |                              |                              |                              |                              |                              |                              |                              |                              |                              |                              |                              |                              |                              |
| 3                                             | そう、髪型はツインテールに           | 待田堂子 上江洲誠            | 井出安軌                     | 中山敦史                     | 鈴木美音織                        | 八尋裕子                     | 1月25日                      |                              |                              |                              |                              |                              |                              |                              |                              |                              |                              |                              |                              |                              |                              |                              |                              |                              |
| 4                                             | ちょ、俺輝いてる?                    | 森田繁                       | 斉藤哲人                     | 吉田俊司                     | 浅井昭人                          | 森本浩文                     | 2月1日                       |                              |                              |                              |                              |                              |                              |                              |                              |                              |                              |                              |                              |                              |                              |                              |                              |                              |
| 5                                             | ええ、京豆腐どすえ〜                 | 森田繁                       | 嵯峨敏                       | 嵯峨敏                       | 日下岳史                          | 八尋裕子                     | 2月8日                       |                              |                              |                              |                              |                              |                              |                              |                              |                              |                              |                              |                              |                              |                              |                              |                              |                              |
| 6                                             | そう、私は死を呼ぶもの               | 上江洲誠                     | 井出安軌                     | 平田豊                       | 堀越久美子 加藤万由子             | 森本浩文                     | 2月15日                      |                              |                              |                              |                              |                              |                              |                              |                              |                              |                              |                              |                              |                              |                              |                              |                              |                              |
| 7                                             | おい、お前どこ中だよ?                | 待田堂子                     | 金﨑貴臣                     | 中山敦史                     | 鈴木美音織 八尋裕子               | 八尋裕子                     | 2月22日                      |                              |                              |                              |                              |                              |                              |                              |                              |                              |                              |                              |                              |                              |                              |                              |                              |                              |
| 8                                             | えへ、学園妻です                     | 森田繁                       | 田頭しのぶ                   | 鈴木孝聡                     | 森本浩文                          | 森本浩文                     | 3月1日                       |                              |                              |                              |                              |                              |                              |                              |                              |                              |                              |                              |                              |                              |                              |                              |                              |                              |
| 9                                             | はい、脱ぐと凄いんです               | 待田堂子                     | 金﨑貴臣                     | 吉田俊司                     | 工藤裕加                          | 八尋裕子                     | 3月8日                       |                              |                              |                              |                              |                              |                              |                              |                              |                              |                              |                              |                              |                              |                              |                              |                              |                              |
| 10                                            | いえ、それは爆発します               | 待田堂子                     | 井出安軌                     | 宇井良和                     | 桜井正明 北原広大 松尾亜希子      | 森本浩文                     | 3月22日                      |                              |                              |                              |                              |                              |                              |                              |                              |                              |                              |                              |                              |                              |                              |                              |                              |                              |
| 11                                            | ああ、オレの所にいろ!                | 森田繁                       | 斎藤哲人                     | 吉田俊司                     | 浅井昭人 清水勝祐                 | 八尋裕子                     | 3月29日                      |                              |                              |                              |                              |                              |                              |                              |                              |                              |                              |                              |                              |                              |                              |                              |                              |                              |
| 12                                            | はい、まだ続きます                   | 上江洲誠                     | 金﨑貴臣                     | 中山敦史                     | 森本浩文                          | 八尋裕子                     | 3月30日                      |                              |                              |                              |                              |                              |                              |                              |                              |                              |                              |                              |                              |                              |                              |                              |                              |                              |
| 13                                            | はい、これが1%の奇跡です             | 待田堂子                     | 田頭しのぶ                   | 吉田俊司                     | 伊藤依織子 松永香苗               | 八尋裕子                     | -                            |                              |                              |                              |                              |                              |                              |                              |                              |                              |                              |                              |                              |                              |                              |                              |                              |                              |
| 13                                            | ようこそ! 危険地帯へ                 | 上江洲誠                     | 斉藤哲人                     | 吉田俊司                     | 加藤まゆこ                        | 八尋裕子                     | -                            |                              |                              |                              |                              |                              |                              |                              |                              |                              |                              |                              |                              |                              |                              |                              |                              |                              |
| 13                                            | 一年で一番床を叩かれる日             | 森田繁                       | 金﨑貴臣                     | 吉田俊司                     | 高橋敦子                          | 八尋裕子                     | -                            |                              |                              |                              |                              |                              |                              |                              |                              |                              |                              |                              |                              |                              |                              |                              |                              |                              |
| 第2期『これはゾンビですか? オブ・ザ・デッド』 |                                      |                              |                              |                              |                                   |                              |                              |                              |                              |                              |                              |                              |                              |                              |                              |                              |                              |                              |                              |                              |                              |                              |                              |                              |
| 0                                             | はい、アンコールありがとうございます | 森田繁 待田堂子              | 金﨑貴臣                     | 中山敦史                     | 八尋裕子                          | 八尋裕子                     | -                            |                              |                              |                              |                              |                              |                              |                              |                              |                              |                              |                              |                              |                              |                              |                              |                              |                              |
| 1                                             | はい、今再びの魔装変身!              | 上江洲誠                     | 金﨑貴臣                     | 吉田俊司                     | 伊藤依織子 浅井昭人               | 八尋裕子                     | 2012年 4月5日                |                              |                              |                              |                              |                              |                              |                              |                              |                              |                              |                              |                              |                              |                              |                              |                              |                              |
| 2                                             | 嗚呼、さようなら俺                   | 待田堂子                     | 金﨑貴臣                     | 鈴木考聡                     | 武本大介 西山忍                   | 塩川貴史                     | 4月12日                      |                              |                              |                              |                              |                              |                              |                              |                              |                              |                              |                              |                              |                              |                              |                              |                              |                              |
| 3                                             | Yo! それはYou! 情!                   | 森田繁                       | 金﨑貴臣                     | 土屋浩幸                     | 金順淵 末広透 金二星              | 八尋裕子                     | 4月19日                      |                              |                              |                              |                              |                              |                              |                              |                              |                              |                              |                              |                              |                              |                              |                              |                              |                              |
| 4                                             | いや、帰れご主人様                   | 上江洲誠                     | 斉藤哲人                     | 吉田俊司                     | 加藤万由子 清水勝祐 稲田真樹      | 塩川貴史                     | 4月26日                      |                              |                              |                              |                              |                              |                              |                              |                              |                              |                              |                              |                              |                              |                              |                              |                              |                              |
| 5                                             | はい、毎年流行ってます               | 関根聡子                     | 小島正士                     | 中山敦史                     | 鈴木美音織                        | 八尋裕子                     | 5月3日                       |                              |                              |                              |                              |                              |                              |                              |                              |                              |                              |                              |                              |                              |                              |                              |                              |                              |
| 6                                             | ちゃうねん、勝てててん               | 待田堂子                     | 田頭しのぶ                   | 鈴木考聡                     | 森本浩文 浅井昭人                 | 塩川貴史                     | 5月10日                      |                              |                              |                              |                              |                              |                              |                              |                              |                              |                              |                              |                              |                              |                              |                              |                              |                              |
| 7                                             | うん、先生が最強だよ!                | 森田繁                       | 金﨑貴臣                     | 土屋浩幸                     | 西山忍 武本大介                   | 八尋裕子                     | 5月17日                      |                              |                              |                              |                              |                              |                              |                              |                              |                              |                              |                              |                              |                              |                              |                              |                              |                              |
| 8                                             | フー、京子ちゃん合コンだゼッ!        | 上江洲誠                     | 金﨑貴臣                     | 吉田俊司                     | 森本浩文                          | 塩川貴史                     | 5月24日                      |                              |                              |                              |                              |                              |                              |                              |                              |                              |                              |                              |                              |                              |                              |                              |                              |                              |
| 9                                             | ああ、マイダーリンはロクデナシ       | 関根聡子                     | 小島正士                     | 中山敦史                     | 清水勝祐 浅井昭人                 | 八尋裕子                     | 5月31日                      |                              |                              |                              |                              |                              |                              |                              |                              |                              |                              |                              |                              |                              |                              |                              |                              |                              |
| 10                                            | だけど、それがいい                   | 上江洲誠                     | 斎藤哲人                     | 吉田俊司                     | 草刈大介 鵜池一馬 清水勝祐 西山忍 | 塩川貴史 八尋裕子            | 6月7日                       |                              |                              |                              |                              |                              |                              |                              |                              |                              |                              |                              |                              |                              |                              |                              |                              |                              |
| 11                                            | はい、身の丈に合ってます             | 待田堂子                     | 小島正士 斎藤哲人            | 鈴木考聡                     | 清水勝祐 臼田美夫 浅井昭人        | 八尋裕子                     | -                            |                              |                              |                              |                              |                              |                              |                              |                              |                              |                              |                              |                              |                              |                              |                              |                              |                              |

### 放送局
| 放送期間                | 放送時間                     | 放送局       | 対象地域 | 備考             |
| ----------------------- | ---------------------------- | ------------ | -------- | ---------------- |
| 2011年1月11日 - 4月2日  | 火曜 1:45 - 2:15（月曜深夜） | 岐阜放送     | 岐阜県   |                  |
| 2011年1月11日 - 4月5日  | 火曜 1:30 - 2:00（月曜深夜） | テレ玉       | 埼玉県   |                  |
|                         | 火曜 2:00 - 2:30（月曜深夜） | チバテレビ   | 千葉県   |                  |
|                         | 火曜 2:10 - 2:40（月曜深夜） | サンテレビ   | 兵庫県   |                  |
| 2011年1月12日 - 3月30日 | 水曜 2:50 - 3:20（火曜深夜） | 三重テレビ   | 三重県   |                  |
|                         | 水曜 3:00 - 3:30（火曜深夜） | TOKYO MX     | 東京都   |                  |
| 2011年1月12日 - 4月6日  | 水曜 1:00 - 1:30（火曜深夜） | KBS京都      | 京都府   |                  |
| 2011年1月13日 - 4月4日  | 木曜 1:45 - 2:15（水曜深夜） | テレビ神奈川 | 神奈川県 |                  |
| 2011年1月13日 - 4月6日  | 木曜 2:43 - 3:13（水曜深夜） | TVQ九州放送  | 福岡県   |                  |
| 2011年1月17日 - 4月11日 | 月曜 23:30 - 火曜 0:00       | AT-X         | 日本全域 | リピート放送あり |

| 放送期間                | 放送時間                     | 放送局       | 対象地域 | 備考             |
| ----------------------- | ---------------------------- | ------------ | -------- | ---------------- |
| 2012年4月5日 - 6月7日   | 木曜 1:00 - 1:30（水曜深夜） | TOKYO MX     | 東京都   |                  |
|                         | 木曜 2:48 - 3:18（水曜深夜） | TVQ九州放送  | 福岡県   |                  |
| 2012年4月6日 - 6月8日   | 金曜 0:35 - 1:05（木曜深夜） | サンテレビ   | 兵庫県   |                  |
|                         | 金曜 1:45 - 2:15（木曜深夜） | 岐阜放送     | 岐阜県   |                  |
|                         | 金曜 2:20 - 2:50（木曜深夜） | 三重テレビ   | 三重県   |                  |
|                         | 金曜 3:00 - 3:30（木曜深夜） | BS11         | 日本全域 | 『ANIME+』枠     |
| 2012年4月7日 - 6月9日   | 土曜 1:30 - 2:00（金曜深夜） | チバテレビ   | 千葉県   |                  |
| 2012年4月9日 - 6月11日  | 月曜 0:30 - 1:00（日曜深夜） | テレ玉       | 埼玉県   |                  |
|                         |                              | テレビ神奈川 | 神奈川県 |                  |
| 2012年4月13日 - 6月15日 | 金曜 23:30 - 土曜 0:00       | AT-X         | 日本全域 | リピート放送あり |

- 第1期第11話はオンエア時に一部カットされて放送されたが、DVD/BDにはオリジナル映像で収録。

### OVA
2011年6月10日発売の小説第8巻に、テレビ未放送の第1期第13話のDVD『えぇ、これが最終回ですか?』が付属。
2012年4月25日発売の小説第10巻限定版DVDに第2期第0話「はい、アンコールありがとうございます」を収録。
2012年10月19日発売のコミック版第6巻限定版ブルーレイにテレビ未放送の第2期第11話「はい、身の丈に合ってます」を収録。

### ドラマCD（アニメ）
2011年2月9日に『これはゾンビですか？　はい、波乱盤上（ドラマCD↑↑）です。』が発売。妄想ユー役は井上喜久子、南央美、こやまきみこの3人。
2012年7月4日には第2作『これは波乱盤上（ドラマCD↑↑）ですか？　もう！そうなんでしょ！』が発売。妄想ユー役は中島愛。

## WEBラジオ

### 木村心一のOne Heart With You（仮）
YouTubeの 角川アニメチャンネル で2010年5月、2010年9月に配信された。全2回。原作者の木村が自ら出演し、キャラクター紹介やTVアニメの情報公開などを行っている。

### これは○▼×ですか? はい、ラジオです
2010年12月24日から2011年4月20日まで配信された。全11回。「○▼×」の部分は毎回、リスナーから募集され変更される。
パーソナリティ
- 野水伊織（ハルナ役）
- 山口理恵（平松妙子役）

配信リスト
| 回             | 配信日         | タイトル | ゲスト                         |
| -------------- | -------------- | --- | ------------------------------ |
| 第1回          | 2010年12月24日 | これはゾンビですか? はい、ラジオです |                                |
| 第2回          | 2011年1月14日  | これは毒マムシですか? はい、ラジオです | 木村心一                       |
| 第3回          | 2011年1月25日  | これは壊れかけですか? はい、Radioです |                                |
| 第4回          | 2011年1月28日  | これは鈍器ですか? はい、ラジオです | 月宮みどり                     |
| 第5回          | 2011年2月4日   | これはラジオと見せかけて実はテレビなんだぜハハハそんなことも判らなかったのかバーカバーカ はい、ラジオです |                                |
| 第6回          | 2011年2月11日  | これはキックですか? はい、ラジオです | manzo                          |
| 第7回          | 2011年2月18日  | これはしゃもじですか? はい、ラジオです | 月宮みどり                     |
| 第8回          | 2011年2月25日  | これはクルンテープマハーナコーン アモーンラッタナコーシン マヒンタラーユッタヤーマハーディロック ポップノッパラット ラーチャターニーブリーロム ウドムラーチャニウェート マハーサターン アモーンピマーン アワターンサティット サッカタッティヤウィッサヌカムプラシットですか? はい、ラジオです |                                |
| 第9回          | 2011年3月4日   | これはゾンビなんですか? はい、ラジオです |                                |
| 第10回         | 2011年3月11日  | これはラジオ体操第2のがに股で腕をもりもりするへんてこなポーズの照れくさい体操ですか? はい、ラジオです | 柿島伸次                       |
| 第11回(最終回) | 2011年4月20日  | これはダムイカクリョシジョ、ハリタフ、ドケダ、グンミーチャ、デーリブラですか? はい、ラジオです | 金﨑貴臣、野崎圭一、月宮みどり |

- 基本的にタイトルコールは「これは○▼×ですか?」の部分を野水が、「はい、ラジオです」の部分を山口が行う。
- 第3回のタイトルの「ラジオ」の部分は、徳永英明の『壊れかけのRadio』に習って、英語風の発音になった。
- 第4回、第7回のゲストの月宮は、前述の通り筆談での参加であり、一言も発していない。第11回では普通通りに話している。
- 第11回のタイトルの「ダムイカクリョシジョ、ハリタフ、ドケダ、グンミーチャ、デーリブラ」は「ラブリーでチャーミングだけど二人は女子力皆無」を逆に読んだもの。

## アプリ
ボイスアラーム
- これはゾンビですか？はい、目覚ましです～ハルナVer.～（2011年5月5日配信 NEC BIGLOBE）
- これはゾンビですか？はい、目覚ましです～セラVer.～（2011年5月16日配信 NEC BIGLOBE）

きせかえテーマ
- これはゾンビですか？ オブ･ザ･デッド きせかえホームアプリ（2012年5月28日配信 KADOKAWA SHOTEN）
- これはゾンビですか？ オブ･ザ･デッド　時計（2012年6月27日配信 KADOKAWA SHOTEN）
- これはゾンビですか？ オブ･ザ･デッド バッテリー（2012年6月27日配信 KADOKAWA SHOTEN）

いずれもスマートフォン向け。ほか、きせかえコンテンツが各社より発売。モバイル端末向けのゲームアプリについては#ゲームの節を参照

## ゲーム
これはゾンビですか?アプリ
2011年2月よりYahoo!モバゲーで提供された。サービス提供は角川コンテンツゲート。
正式には「これはゾンビですか? はい、ソーシャルアプリです」。現在はサービスを終了している。
これはゾンビですか?スタンプリー
2012年4月よりリアルトレジャーゲーム スタンプリーで提供された。サービス提供はインフォ・クエスト。
正式には「これはゾンビですか？ オブ・ザ・デッド スタンプリー」。現在はサービスを終了している。
嫁コレ
2012年6月よりiOS/Android向けに提供開始された。サービス提供はHEROZ。
上記の開始年は「これはゾンビですか?」の作品が登場した年で、ゲーム自体は2011年8月に提供開始。カードコレクションゲーム。
これはゾンビですか？＆これはゾンビですか？OTDアプリ
2012年11月よりMobageで提供された。サービス提供は株式会社カムイ。
正式には「これゾン」。現在はサービスを終了している。
ファンタジア・リビルド
PC / iOS / Android用アプリゲーム。
ファンタジア文庫作品のクロスオーバーRPGであり、2021年4月より本作のキャラクターが登場する。
本作のイベントとキャラクターを入手できるのは期間限定だった。

## パチスロ
パチスロ これはゾンビですか?
2018年4月より導入。メーカーは北電子。

## コラボレート衣装
- 2011年に「劇場版そらのおとしもの」とのコラボポスターが発売され収益が日本赤十字社を通じ東日本大震災の復興寄付金として収められた。
- 2011年にMMORPG「PRIUS ONLINE」に“ハルナ”と“ユー”の衣装を再現したアニマのアバターが登場。
- 2012年発売のアクションゲーム「ロリポップチェーンソー」に“ハルナ”の衣装が登場している。